# 별의 커비
《별의 커비》는 HAL 연구소가 개발하고 닌텐도가 배급하는 액션 플랫폼 비디오 게임 시리즈이다. 분홍색 동그라미 모양의 주인공 커비가 자신이 사는 혹성 팝스타를 위협하는 악당들을 물리치는 모험을 다룬다. 시리즈 대부분 게임들은 퍼즐 풀기와 진행형 격투 게임 요소가 담긴 횡스크롤 플랫포머이다. 커비는 적을 입으로 빨아들여 발사체로 내뱉거나 먹을 수 있는 능력이 있는데, 특정 적을 먹으면 그 적이 가진 특성에 맞는 능력이나 무기를 획득해 사용할 수 있는 것이 특징이다. 시리즈 대부분이 액션 게임에 익숙치 않은 사람들을 위해 쉽게 설계돼있으며, 숙력된 플레이어도 위한 도전적인 목표를 마련한다.
《별의 커비》 시리즈는 총 30종 이상의 게임들로 구성돼 전세계 4천만 장 이상의 판매량을 기록해, 닌텐도의 최다 판매량 프랜차이즈 순위권 및 최다 판매량 비디오 게임 프랜차이즈 50위권 안에 진입하고 있다.

## 개요
주인공의 이름을 트윙클 포포포혹은 《팅클 포포》라는 작품명으로 개발하고 있었지만 후에 커비(kirby)라는 이름으로 변경해 닌텐도가 발매시에는 《별의 커비》란 타이틀로 다시 만들었다. 예전 주인공 이름인 포포포 같은 3글자 돌림말은 보스 캐릭터인 ‘디디디 대왕’ 등이 있고 단계맵은 푸푸푸 랜드 등이 있다. 푸푸푸랜드에서 포포포의 모습이 남아 있다고 말할 수 있다. 그밖에 3글자 반복 이름의 캐릭터는 “별의 커비 슈퍼디럭스”에서도 등장한 “로로로”, “라라라”가 있다.

## 발매작
| 1992      | 별의 커비                           |
| 1993      | 별의 커비 꿈의 샘 이야기            |
| 1993      | 커비 핀볼                           |
| 1994      | 커비 볼                             |
| 1995      | 커비의 아발란체                     |
| 1995      | 별의 커비 2                         |
| 1995      | 커비 블록볼                         |
| 1996      | 별의 커비 슈퍼디럭스                |
| 1997      | 커비의 반짝반짝 아이들              |
| 1997      | 별의 커비 3                         |
| 1998–1999 |                                     |
| 2000      | 별의 커비 64                        |
| 2000      | 데굴데굴 커비                       |
| 2001      |                                     |
| 2002      | 별의 커비 꿈의 샘 디럭스            |
| 2003      | 커비의 에어라이드                   |
| 2004      | 별의 커비 거울의 대미궁             |
| 2005      | 터치! 커비                          |
| 2006      | 별의 커비 도팡 일당의 습격          |
| 2007      |                                     |
| 2008      | 별의 커비 울트라 슈퍼 디럭스        |
| 2009      |                                     |
| 2010      | 털실 커비 이야기                    |
| 2011      | 모여라! 커비                        |
| 2011      | 별의 커비 Wii                       |
| 2012      | 별의 커비 20주년 기념 스페셜 컬렉션 |
| 2013      |                                     |
| 2014      | 별의 커비 트리플 디럭스             |
| 2014      | en:Kirby Fighters Deluxe            |
| 2014      | en:Dededes Drum Dash Deluxe         |
| 2015      | en:Kirby and the Rainbow Curse      |
| 2016      | 별의 커비 로보보 플래닛             |
| 2017      | Kirbys Blowout Blast                |
| 2017      | Kirby for Nintendo 3DS              |
| 2018      | 별의 커비 스타 얼라이즈             |
| 2019      | 털실 커비 이야기 플러스             |
| 2020      | 커비 파이터즈2                      |
| 2021      |                                     |
| 2022      | 별의 커비 디스커버리                |

- 별의 커비   - 일본: 1992년 4월 27일
  - 북미: 1992년 8월 1일
  - PAL: 1992년 8월 3일
- 별의 커비 꿈의 샘 이야기   - 일본: 1993년 3월 23일
  - 북미: 1993년 5월 1일
  - PAL: 1993년 9월 12일
- 커비 핀볼   - 일본: 1993년 11월 27일
  - 북미: 1993년 11월 30일
  - 유럽: 1993년 12월 1일
- 커비 볼   - 일본: 1994년 9월 21일
  - 북미: 1995년 2월 1일
  - 유럽: 1995년 8월 24일
- 커비의 아발란체   - PAL: 1995년 2월 1일
  - 북미: 1995년 4월 25일
- 별의 커비 2   - 일본: 1995년 3월 21일
  - 북미: 1995년 5월 1일
  - 유럽: 1995년 7월 31일
  - 호주: 1995년 11월 22일
- 커비 블록볼   - 일본: 1995년 12월 14일
  - 유럽: 1995년 12월 25일
  - 북미: 1996년 5월 4일
- 별의 커비 슈퍼디럭스   - 일본: 1996년 3월 21일
  - 북미: 1996년 9월 20일
  - PAL: 1997년 1월 23일
- 별의 커비 3   - 북미: 1997년 11월 27일
  - 일본: 1998년 3월 27일
- 커비의 반짝반짝 아이들 1997년 1월 25일 (슈퍼 닌텐도 버전 1999년 6월 25일)
- 별의 커비 64 2000년 3월 24일
- 데굴데굴 커비 2000년 8월 23일
- 별의 커비 꿈의 샘 디럭스 2002년 10월 25일
- 커비의 에어라이드 2003년 7월 11일
- 별의 커비 거울의 대미궁 2004년 4월 15일
- 터치! 커비 2005년 3월 24일
- 별의 커비 도팡 일당의 습격 2006년 11월 2일
- 별의 커비 울트라 슈퍼 디럭스 2008년 11월 6일
- 털실 커비 이야기 2010년 10월 14일
- 모여라! 커비 2011년 8월 4일
- 별의 커비 Wii 2011년 10월 27일
- 별의 커비 20주년 기념 스페셜 컬렉션 2012년 7월 19일
- 별의 커비 트리플 디럭스 2014년 4월 17일
- 터치! 커비 슈퍼 레인보우 (Kirby and the Rainbow Curse) 2015년 1월 22일
- 별의 커비 로보보 플래닛 2016년 4월 28일
- 별의 커비 스타 얼라이즈 2018년 4월 26일
- 별의 커비 디스커버리 2022년 3월 25일
- 커비의 드림뷔페 2022년 8월 17일
- 별의 커비 wii 디럭스 2023년 2월 24일
- 커비의 에어 라이더 2025년 발매 예정

## 기타 미디어

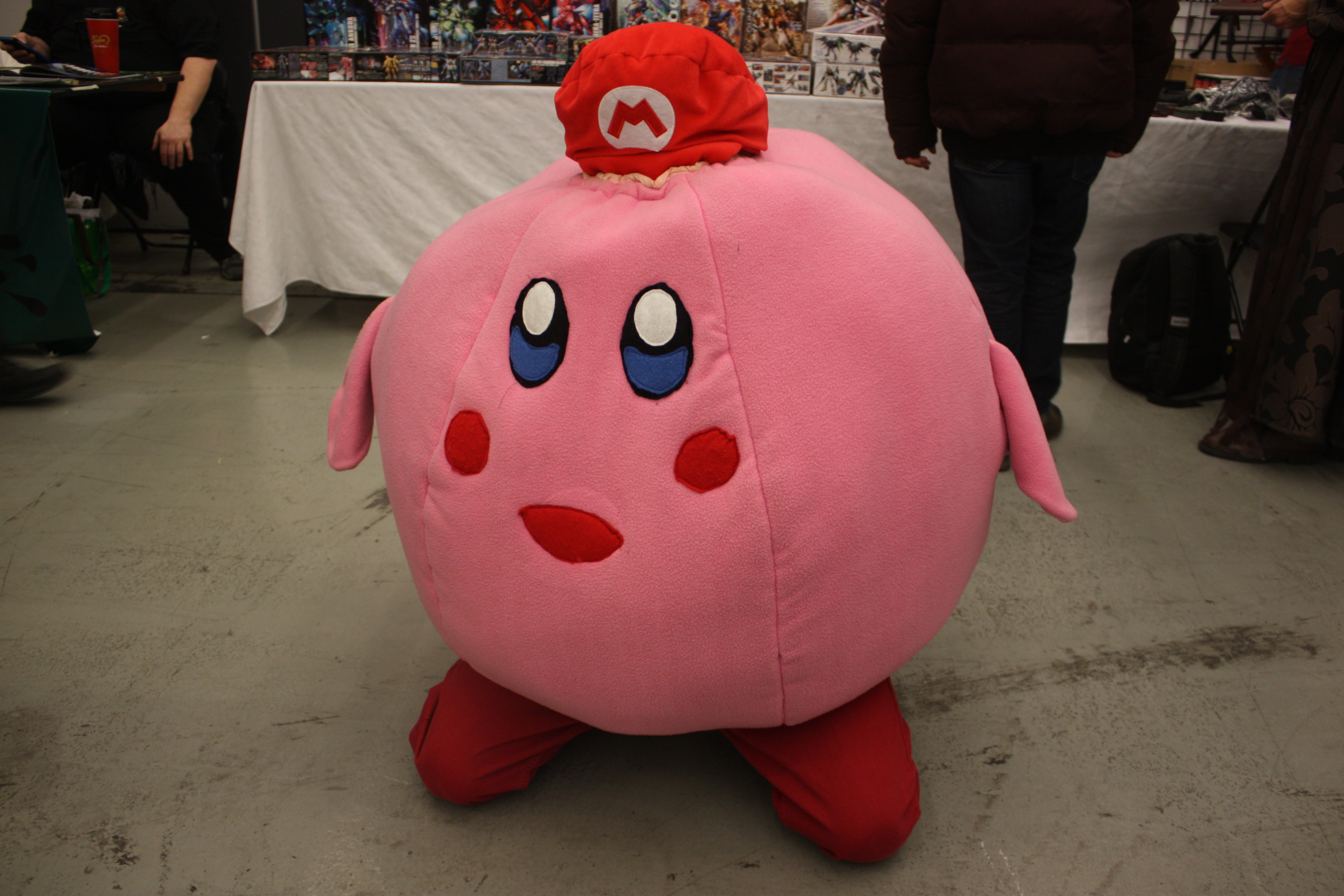
2014년 촬영된 사진의 마리오 복장을 한 커비

### 만화
커비는 여러 만화 시리즈가 있으면 그 중 어느 것도 일본 외 국가에서 출시되지 않았다. 가장 긴 시리즈는 별의 커비이다.

## 흥행
《별의 커비》 시리즈는 대중 및 평론가로부터 최고로는 매우 긍정적인 평가, 최저로는 복합적인 평가를 받았다. 시리즈 중 높은 평가를 받은 작품들은 《별의 커비 꿈의 샘 이야기》, 《털실 커비 이야기》와 《별의 커비 디스커버리》가 있으며, 낮은 평가를 받은 작품들은 《커비 배틀 디럭스!》와 《다같이! 커비 헌터즈 Z》가 있다.
| 게임                                  | 메타크리틱 | 게임랭킹스 |
| ------------------------------------- | ---------- | ---------- |
| 별의 커비                             | 빈칸       | 63%        |
| 별의 커비 꿈의 샘 이야기              | 빈칸       | 84%        |
| 커비의 핀볼                           | 빈칸       | 70%        |
| 커비 볼                               | 빈칸       | 76%        |
| 커비의 눈사태                         | 빈칸       | 74%        |
| 별의 커비 2                           | 빈칸       | 80%        |
| 커비의 블록 볼                        | 빈칸       | 72%        |
| 별의 커비 슈퍼 디럭스                 | 빈칸       | 85%        |
| 커비의 반짝반짝 키즈                  | 빈칸       | 73%        |
| 별의 커비 3                           | 빈칸       | 66%        |
| 별의 커비 64                          | 77/100     | 74%        |
| 데굴데굴 커비                         | 빈칸       | 82%        |
| 별의 커비 꿈의 샘 디럭스              | 81/100     | 80%        |
| 커비의 에어라이드                     | 61/100     | 66%        |
| 별의 커비 거울의 대미궁               | 80/100     | 77%        |
| 터치! 커비                            | 86/100     | 87%        |
| 별의 커비 도팡 일당의 습격            | 71/100     | 72%        |
| 별의 커비 울트라 슈퍼 디럭스          | 76/100     | 79%        |
| 털실 커비 이야기                      | 86/100     | 88%        |
| 모여라! 커비                          | 83/100     | 84%        |
| 별의 커비 Wii                         | 77/100     | 80%        |
| 3D 클래식스: 별의 커비 꿈의 샘 이야기 | 77/100     | 78%        |
| 별의 커비 20주년 기념 스페셜 컬렉션   | 82/100     | 81%        |
| 별의 커비 트리플 디럭스               | 80/100     | 80%        |
| 커비 파이터즈 Z                       | 66/100     | 65%        |
| 디디디 대왕의 디디디로 쿵쿵 Z         | 65/100     | 63%        |
| 터치! 커비 슈퍼 레인보                | 73/100     | 75%        |
| 별의 커비 로보보 플래닛               | 81/100     | 83%        |
| 다같이! 커비 헌터즈 Z                 | 57/100     | 빈칸       |
| 커비의 빨아들이기 대작전!             | 69/100     | 71%        |
| 커비 배틀 디럭스!                     | 57/100     | 58%        |
| 별의 커비 스타 얼라이즈               | 73/100     | 73%        |
| 털실 커비 이야기 플러스               | 79/100     | 80%        |
| 슈퍼 커비 헌터즈                      | 74/100     | 76%        |
| 커비 파이터즈 2                       | 65/100     | 빈칸       |
| 별의 커비 디스커버리                  | 85/100     | 빈칸       |

## 참조

### 내용주
1. ↑  일본어: 星のカービィ, 영어: Kirby